# In Extremo-Gold
Gold (Oro, en español), es el álbum debut de la banda alemana de Folk metal In Extremo (en esta época Folk Acústico). No cuenta con un nombre oficial por lo que es llamado de esta forma por su carátula dorada. Este disco y su sucesor Hameln de 1998, son enteramente acústicos. El debut en el metal de la banda tendría que esperar hasta la salida del álbum Weckt Die Toten!. Gold fue autoproducido por la banda y luego distribuido en los mercados medievales en los que esta se presentaba.
El álbum cuenta con canciones en varios idiomas, muchos de ellos medievales, como es costumbre en In Extremo, desde ya se puede observar este sello distintivo de la banda, que se refleja en toda su discografía.

## Lista de canciones
| N.º   | Título                       | Duración |  |
| 1.    | «Intro Ecce Rex Bandary»     | 8:00     |  |
| 2.    | «Pavade»                     | 2:50     |  |
| 3.    | «Schaf Ödä Nix Schaf»        | 3:12     |  |
| 4.    | «Touridon»                   | 4:29     |  |
| 5.    | «Deva Ceng I Harbe»          | 3:01     |  |
| 6.    | «Für Bo»                     | 2:34     |  |
| 7.    | «Quant Je Sui Mis au Retour» | 2:53     |  |
| 8.    | «Neunerle»                   | 3:04     |  |
| 9.    | «Lulap/Como Poden»           | 5:37     |  |
| 10.   | «Villeman Og Magnhilo»       | 3:39     |  |
| 39:19 |                              |          |  |